# Yoshitomi Shibata
Yoshitomi Shibata, född 30 juli 1966 i Aomori prefektur, är en japansk jockey. 
Han var tre gånger mästarjockey för Kanto. Han är son till en jockey,  Masato Shibata, som har vunnit många segrar i Japan.